# Reial Àvila Club de Futbol
El Reial Àvila CF, en castellà i oficialment Real Ávila Club de Fútbol, SAD és un club de futbol espanyol amb seu a Àvila, a la comunitat autònoma de Castella i Lleó. Fundat l'any 1923, actualment juga a Segona Federació, i celebra els partits a casa a l'Estadi Adolfo Suárez, amb una capacitat de 6.000 seients.

## Història
El club va ser fundat el 8 d'agost de 1923. Pedro Gutiérrez es va convertir en el seu primer president.

## Temporada a temporada

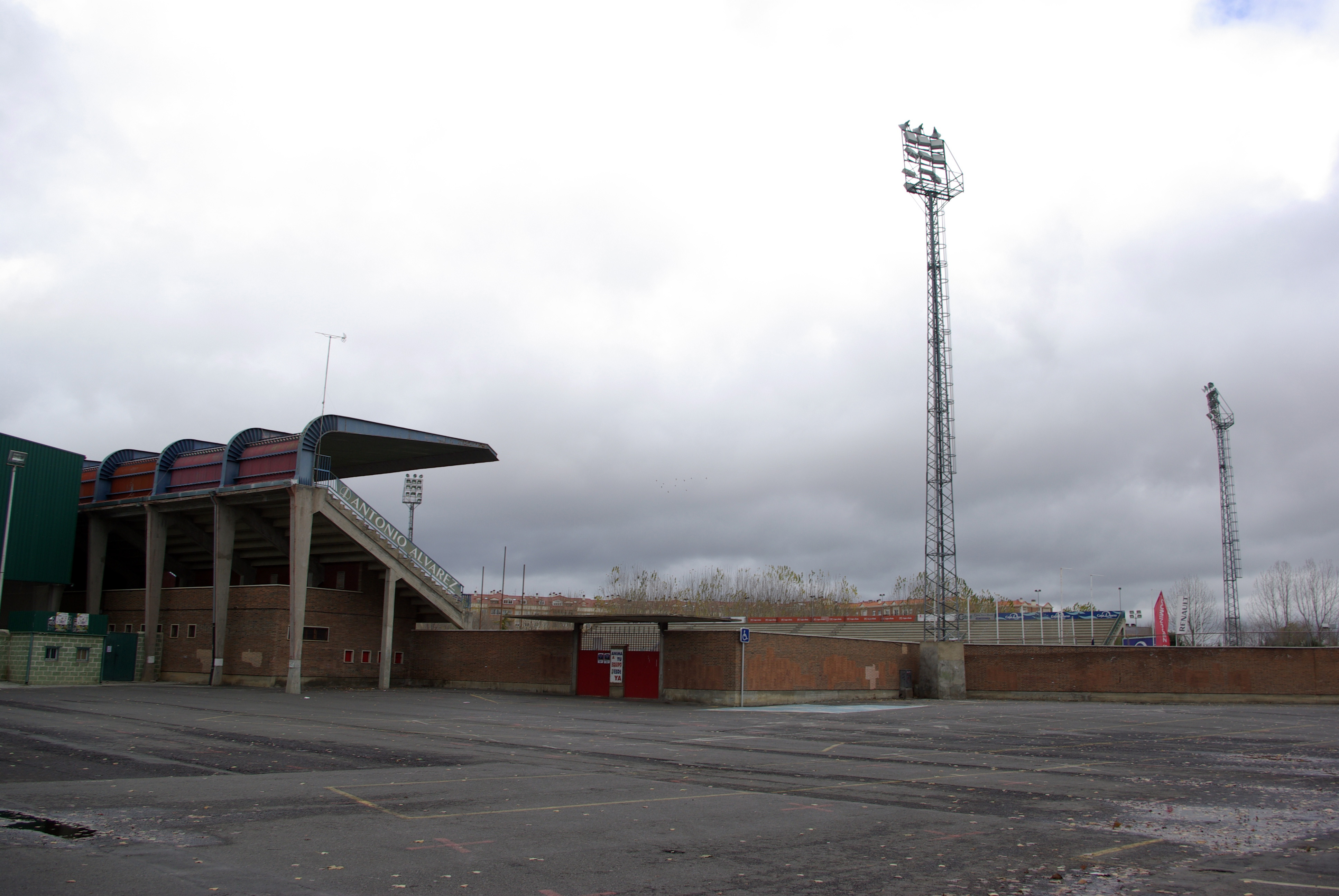
Estadi Adolfo Suárez.

| Temporada | Nivell | Divisió | Lloc | Copa del Rei |
| --------- | ------ | ------- | ---- | ------------ |
| 1944–45   | 3      | 3a      | 10è  |              |
| 1945–46   | 3      | 3a      | 6è   |              |
| 1946–47   | 3      | 3a      | 5è   |              |
| 1947–48   | 3      | 3a      | 11è  | Quarta ronda |
| 1948–49   | 3      | 3a      | 11è  | Segona ronda |
| 1949–50   | 3      | 3a      | 5è   |              |
| 1950–51   | 3      | 3a      | 6è   |              |
| 1951–52   | 3      | 3a      | 16è  |              |
| 1952–53   | 4      | 1a Reg. | 5è   |              |
| 1953–54   | 4      | 1a Reg. | 11è  |              |
| 1954–55   | 3      | 3a      | 9è   |              |
| 1955–56   | 3      | 3a      | 10è  |              |
| 1956–57   | 3      | 3a      | 12è  |              |
| 1957–58   | 3      | 3a      | 19è  |              |
| 1958–59   | 4      | 1a Reg. | 14è  |              |
| 1959–60   | 5      | 2a Reg. | 2n   |              |
| 1960–61   | 4      | 1a Reg. | 6è   |              |
| 1961–62   | 4      | 1a Reg. | 4t   |              |
| 1962–63   | 4      | 1a Reg. | 3r   |              |
| 1963–64   | 3      | 3a      | 7è   |              |

| Temporada | Nivell | Divisió    | Lloc | Copa del Rei  |
| --------- | ------ | ---------- | ---- | ------------- |
| 1964–65   | 3      | 3a         | 7è   |               |
| 1965–66   | 3      | 3a         | 12è  |               |
| 1966–67   | 3      | 3a         | 14è  |               |
| 1967–68   | 3      | 3a         | 13è  |               |
| 1968–69   | 4      | 1a Reg.    | 6è   |               |
| 1969–70   | 4      | 1a Reg.    | 3r   |               |
| 1970–71   | 4      | 1a Reg.    | 5è   |               |
| 1971–72   | 4      | 1a Reg.    | 7è   |               |
| 1972–73   | 4      | 1a Reg.    | 10è  |               |
| 1973–74   | 4      | Reg. Pref. | 10è  |               |
| 1974–75   | 5      | 1a Reg.    | 4t   |               |
| 1975–76   | 4      | Reg. Pref. | 11è  |               |
| 1976–77   | 5      | 1a Reg.    | 4t   |               |
| 1977–78   | 5      | Reg. Pref. | 16è  |               |
| 1978–79   | 6      | 1a Reg.    | 4t   |               |
| 1979–80   | 6      | 1a Reg.    | 1r   |               |
| 1980–81   | 5      | Reg. Pref. | 1r   |               |
| 1981–82   | 4      | 3a         | 8è   |               |
| 1982–83   | 4      | 3a         | 6è   |               |
| 1983–84   | 4      | 3a         | 6è   | Primera ronda |

| Temporada | Nivell | Divisió | Lloc | Copa del Rei  |
| --------- | ------ | ------- | ---- | ------------- |
| 1984–85   | 4      | 3a      | 5è   | Primera ronda |
| 1985–86   | 4      | 3a      | 8è   | Primera ronda |
| 1986–87   | 4      | 3a      | 3r   |               |
| 1987–88   | 3      | 2a B    | 8è   | Primera ronda |
| 1988–89   | 3      | 2a B    | 12è  | Tercera ronda |
| 1989–90   | 3      | 2a B    | 8è   |               |
| 1990–91   | 3      | 2a B    | 11è  | Quarta ronda  |
| 1991–92   | 3      | 2a B    | 13è  | Tercera ronda |
| 1992–93   | 3      | 2a B    | 11è  | Primera ronda |
| 1993–94   | 3      | 2a B    | 9è   | Segona ronda  |
| 1994–95   | 3      | 2a B    | 18è  | Primera ronda |
| 1995–96   | 4      | 3a      | 5è   |               |
| 1996–97   | 4      | 3a      | 12è  |               |
| 1997–98   | 4      | 3a      | 6è   |               |
| 1998–99   | 4      | 3a      | 4t   |               |
| 1999–2000 | 3      | 2a B    | 11è  | Preliminar    |
| 2000–01   | 3      | 2a B    | 19è  |               |
| 2001–02   | 4      | 3a      | 1r   |               |
| 2002–03   | 3      | 2a B    | 19è  | Preliminar    |
| 2003–04   | 4      | 3a      | 4t   |               |

| Temporada | Nivell | Divisió | Lloc    | Copa del Rei  |
| --------- | ------ | ------- | ------- | ------------- |
| 2004–05   | 4      | 3a      | 2n      |               |
| 2005–06   | 4      | 3a      | 7è      |               |
| 2006–07   | 4      | 3a      | 4t      |               |
| 2007–08   | 4      | 3a      | 3r      |               |
| 2008–09   | 4      | 3a      | 4t      |               |
| 2009–10   | 4      | 3a      | 4t      |               |
| 2010–11   | 4      | 3a      | 7è      |               |
| 2011–12   | 4      | 3a      | 2n      |               |
| 2012–13   | 4      | 3a      | 10è     | Primera ronda |
| 2013–14   | 4      | 3a      | 4t      |               |
| 2014–15   | 4      | 3a      | 19è     |               |
| 2015–16   | 5      | 1a Reg. | 1r      |               |
| 2016–17   | 4      | 3a      | 7è      |               |
| 2017–18   | 4      | 3a      | 10è     |               |
| 2018–19   | 4      | 3a      | 6è      |               |
| 2019–20   | 4      | 3a      | 8è      |               |
| 2020–21   | 4      | 3a      | 6è / 3r |               |
| 2021–22   | 5      | 3a RFEF | 3r      |               |
| 2022–23   | 5      | 3a Fed. | 4t      |               |
| 2023–24   | 5      | 3a Fed. | 1r      |               |

| Temporada | Nivell | Divisió | Lloc | Copa del Rei |
| --------- | ------ | ------- | ---- | ------------ |
| 2024–25   | 4      | 2a Fed. |      |              |

- 11 temporades a Segona Divisió B
- 1 temporada a Segona Federació
- 45 temporades a Tercera Divisió
- 3 temporades a Tercera Federació /Tercera Divisió RFEF

## Jugadors destacats
- Rony Beard
- Benji Núñez
- Rui
- Martin Wolfswinkel
- Bruno Tiago
- Ricardo
- Feliciano Rivilla
- Juan Viyuela
- Jose "Chino" Zapatera
- Rubén Peña